# 拝島市
もしかして
- 昭島市

ではありませんか？
 1954年に東京都拝島村と昭和町が合併し「昭島市（あきしまし）」が発足。拝島市だった期間は存在しない。